# Macht zu Lande

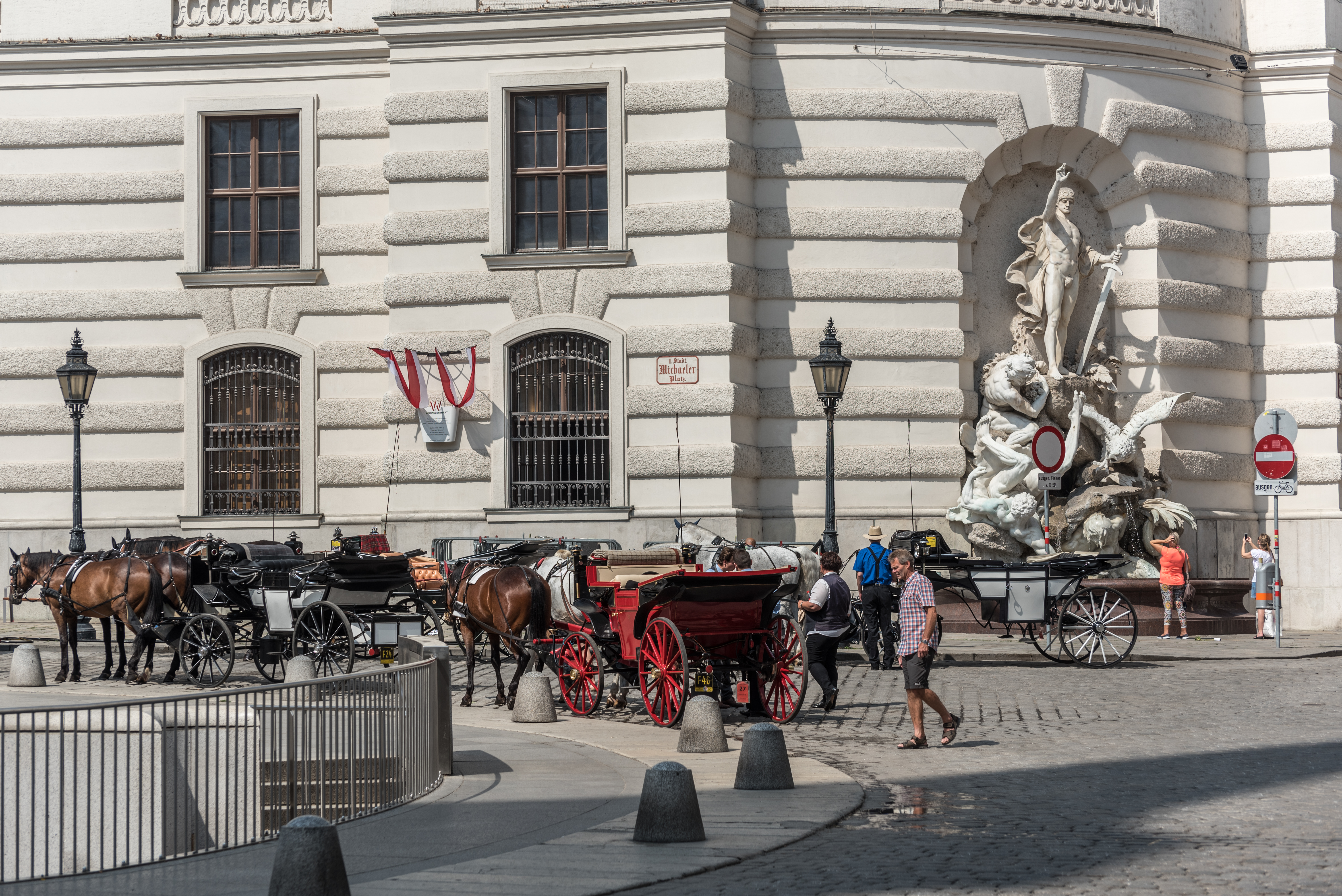
Der Brunnen Macht zu Lande an der Fassade des Michaelertraktes (2016)

Die Macht zu Lande ist ein Monumentalwandbrunnen an der Fassade des Michaelertrakts der Hofburg am Michaelerplatz im 1. Wiener Gemeindebezirk Innere Stadt. Der Brunnen wurde vom Bildhauer Edmund von Hellmer gestaltet, 1897 enthüllt und steht unter Denkmalschutz. Auf der gegenüberliegenden Seite des Michaelerplatzes befindet sich der Brunnen Macht zur See.

## Beschreibung
In einer Wandnische befindet sich ein geschwungenes Brunnenbecken. Darin erhebt sich eine Felsarchitektur, die gestürzte Giganten, eine Schlange sowie einen Adler trägt, darüber befindet sich auf einem Felsen eine männliche Aktfigur mit einem Schwert. Im Gegensatz zur Macht zur See findet sich hier kein Schriftzug mit Angaben zu Künstler oder Jahr der Enthüllung. Das Brunnenbecken ist aus rotem Granit aus dem schwedischen Uddevalla, für das Bodenpflaster wurde böhmischer Granit verwendet, Lindabrunner Konglomerat für die Felsen und Laaser Marmor für die Figuren. Von Juli 2001 bis Mai 2003 wurde eine Restaurierung durchgeführt. Für die Ergänzung der figuralen Elemente wurden neben historischen Fotografien die im Kellerdepot der Hofburg aufbewahrten Gipsmodelle als Vorlagen verwendet.

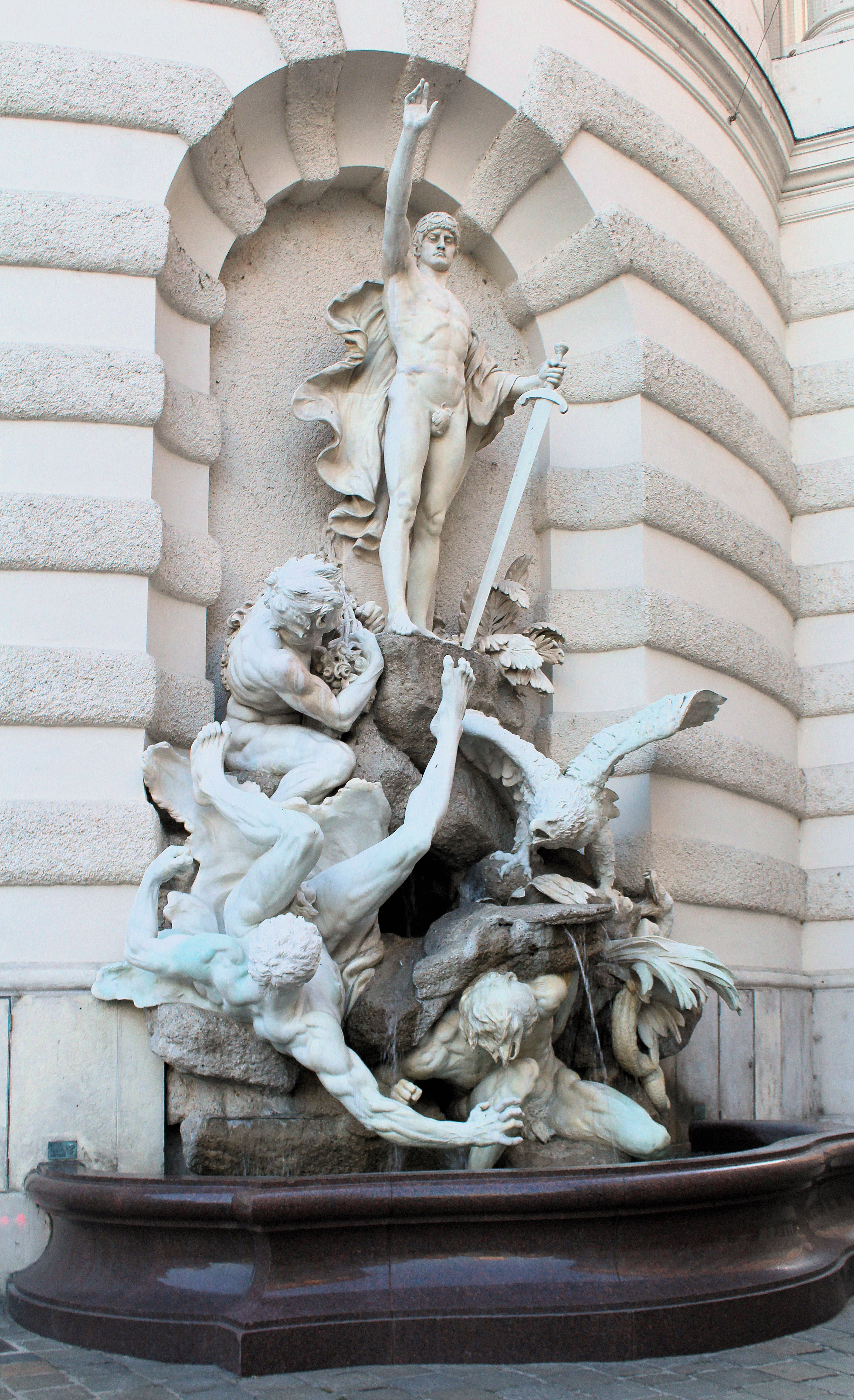
Brunnen Macht zu Lande
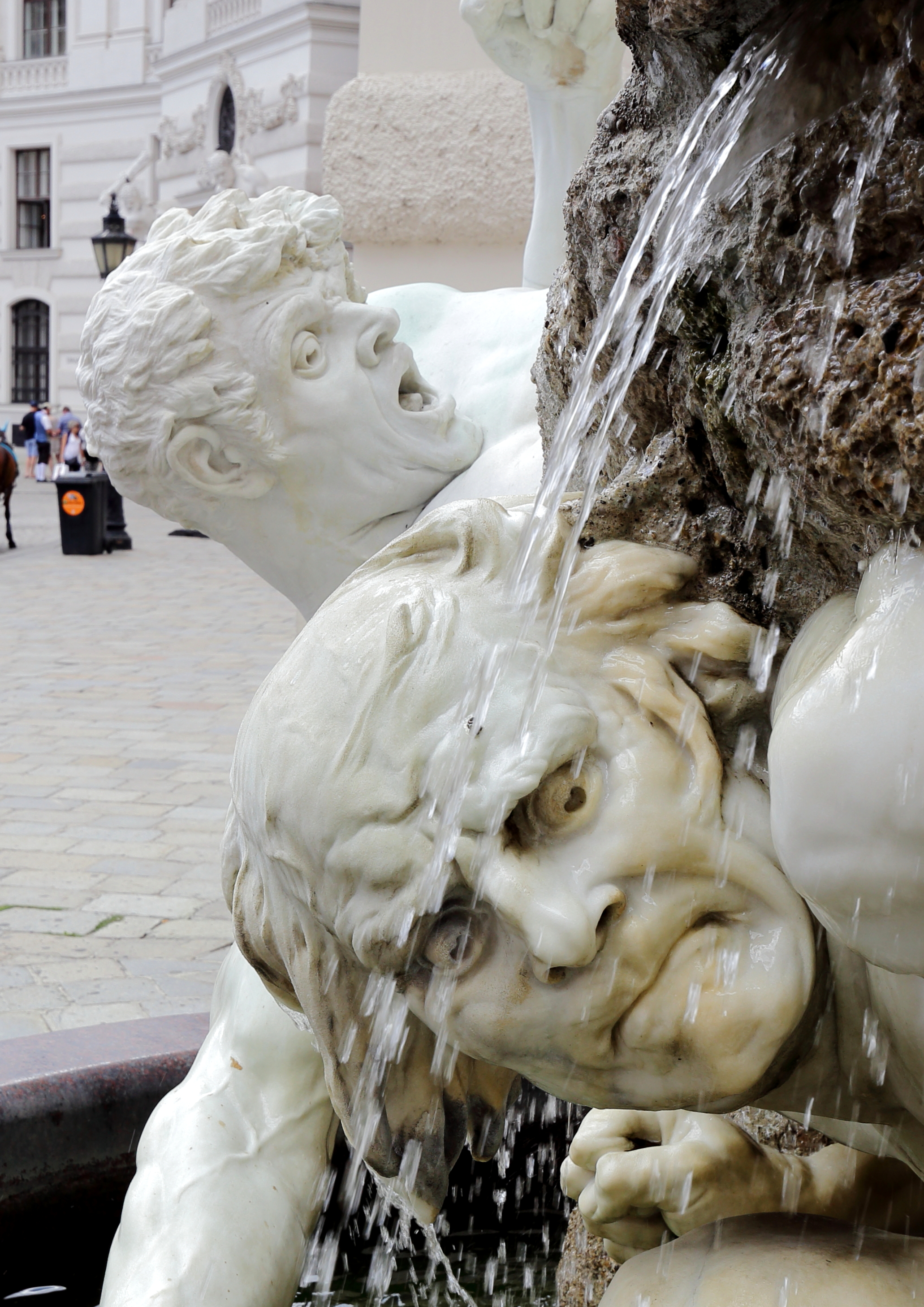
Skulpturen gestürzte Giganten